# F형 주계열성

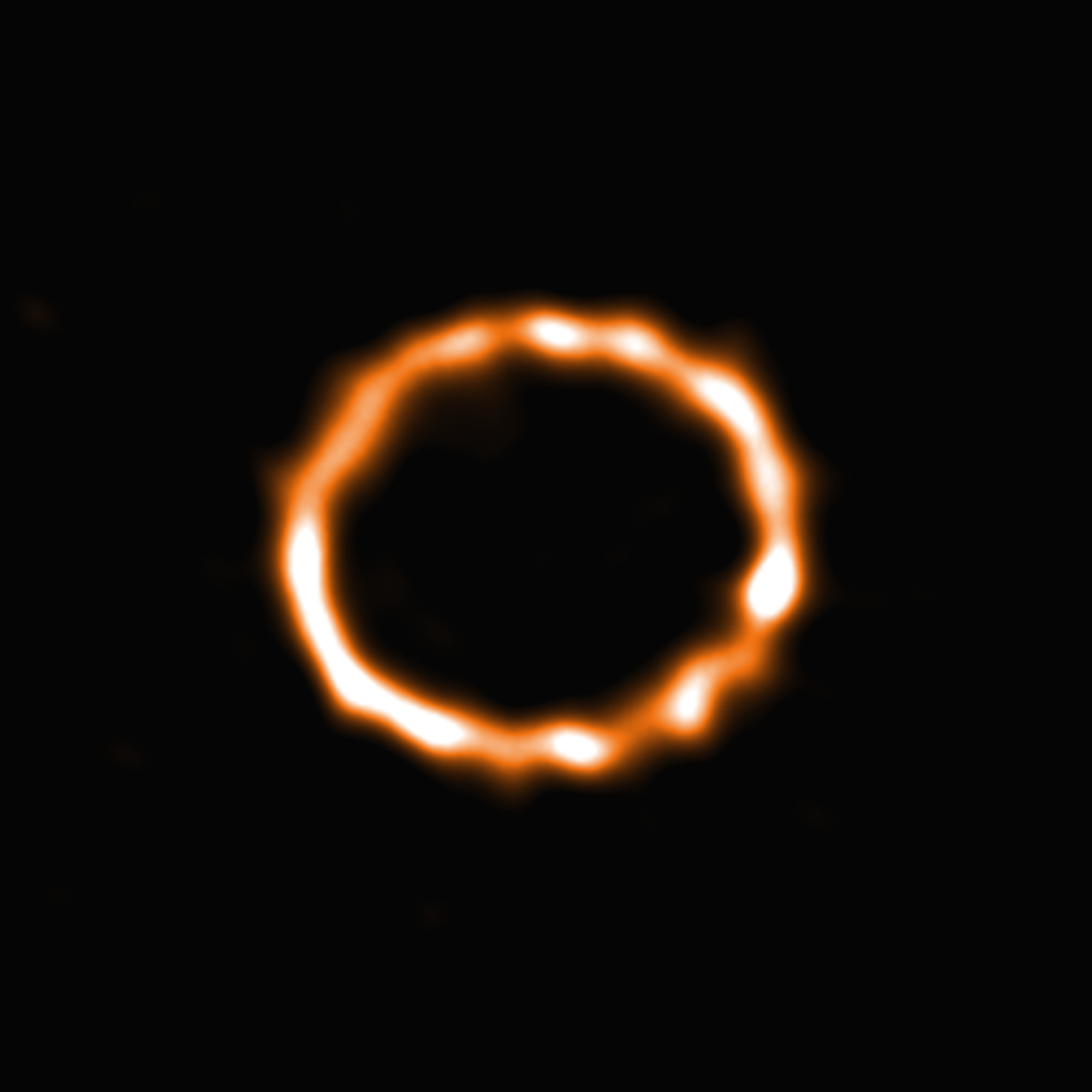
F형 항성 주변에 있는 먼지 원반.

F형 주계열성(F V)은 주계열성 중 분광형 F에 속하는 항성이다. 질량은 태양의 1 ~ 1.4배에 표면 온도는 6000 ~ 7600 켈빈이다.Tables VII, VIII. 이 온도 범위에서 F형 주계열성은 황백색으로 빛난다. 주계열성을 왜성(矮星)으로 달리 부르기도 하는데, 이에 따라 F형 주계열성을 황백색 왜성으로 부르기도 한다. 유명한 F형 왜성으로는 프로키온 A, 처녀자리 감마 A/B, KIC 8462852가 있다.

## 분광표준별
여키스 도감 체계(1953년 존슨·모건 공저)에서 F형 주계열성의 분광표준별을 다수 선정하였다. 그러나 이 별들 모두가 지금까지 표준별로 인정받고 있지는 않다. MK 분광형 분류 체계의 '기준점 별'들은 세월이 지나도 바뀌지 않아 분광체계를 정의하는 데 사용되고 있으며 구체적으로 다음과 같다.
- F2 V: 큰곰자리 78
- F6 V: 오리온자리 파이3[5]

1973년 모건·키넌은 위 기준점 별 둘에 더하여 다음 기준별들을 추가했다.
- F3 V: HR 1279
- F5 V: HD 27524
- F8 V: HD 27808
- F9 V: HD 27383, 처녀자리 베타

기타 중요한 MK 기준별들은 다음과 같다.
- F0 V: HD 23585
- F3 V: HD 26015
- F5 V: HD 27534[7]

위 목록 중 HD 이름이 거의 비슷한 히아데스 성단 구성원 둘(HD 27524, HD 27534)은 확고한 F5 V 표준별로, 두 별의 광도와 색은 거의 같다.
1989년 그레이·개리슨은 '뜨거운' F형 항성의 현대판 표준별 목록을 만들었다. F1, F7형 표준별들은 몇 개 선정되지 않았으나 이후 분광분류 전문가들이 약간 수정하였다. 자주 쓰이는 표준별은 다음과 같다.
- F1 V: 큰곰자리 37
- F7 V: 물고기자리 요타

F4 V 분광형에 해당되는 표준별은 아직 합의된 바 없다.
공교롭게도 F9 V는 모건이 분류한 뜨거운 항성과 키넌이 분류한 차가운 항성 사이 경계였기에, F형과 G형의 경계선을 어느 별로 정할지에 대해 논문간 일치하지 않는 부분이 있다. 1973년 모건·키넌은 F9 V 기준별로 처녀자리 베타, HD 27383을 선정했으나 1989년 키넌·맥닐은 F9 V 기준별로 HD 10647을 지정했다. 카시오페이아자리 에타는 표준별에서 제외하는 것이 바람직해 보이는데 그 이유는 이 별은 키넌의 논문에서는 F9 V 기준별로 자주 취급되나 모건의 논문에서는 G0 V 기준별로 언급되기 때문이다.

## 행성
지구에서 가까운 F형 주계열성 중 행성을 거느리는 대표적인 별들로는 안드로메다자리 웁실론, 목동자리 타우, HD 10647, HD 33564, HD 142, HD 60532, KOI-3010 등이 있다.

## 거주가능성
일부 연구에 따르면 F형 항성을 도는 행성에서도 생명체가 자라날 가능성이 있다고 한다. 상대적으로 뜨거운 F0형 별의 생명체 거주가능 영역은 대략 항성으로부터 2.0 ~ 3.7 AU 범위에서 형성되며 차가운 F8형 별 주위에서는 1.1 ~ 2.2 AU가 생명체가 살 수 있는 범위가 된다. 그러나 G형 별에 비하면 이런 부류의 항성은 수명이 짧고 보다 강렬한 빛을 발산하기 때문에 생명체가 발생할 가능성을 제약하게 된다.
F형 항성은 태양보다 훨씬 높은 수준의 에너지를 방출하는데, 만약 DNA 분자가 이런 항성의 자외선 복사에 장기간 노출될 경우 부정적인 영향을 크게 받을 수 있다. 연구에 따르면 어떤 가상행성이 F형 항성으로부터 태양~지구 거리만큼 떨어져 있고 대기 조성이 지구와 유사하다면 행성 표면에 사는 생물이 자외선으로 입는 피해량은 대략 지구의 최소 2.5배에서 최대 7.1배가 될 것이라 한다. 따라서 행성에 서식하는 생명체가 살아남으려면 행성 대기 상층부에 있는 오존층이 방패 역할을 해 줘야 한다. 두터운 오존층이 없을 경우 이론상 행성 표면에서 생명이 자라날 수는 있지만, 서식 범위는 물 속이나 지표면 밑으로 한정될 것이다.

## 예
다음 목록은 지구에서 40광년 이내에 있는 F형 주계열성들이다. 지구로부터 100광년 이내에는 300여 개에 육박하는 F형 주계열성들이 존재한다.
| 이름                    | 바이어 기호     | 분광형     | 질량(태양=1) | 거리(광년) | 비고    |
| ----------------------- | --------------- | ---------- | ------------ | ---------- | ------- |
| 프로키온 A              | 작은개자리 알파 | F5 IV-V    | 1.5          | 11.4       | 준거성? |
| 타비트                  | 오리온자리 피3  | F6 V       | 1.3          | 26.2       |         |
| 용자리 키 A             | 좌동            | F7 V       | 1.03         | 26.3       |         |
| 알룰라 오스트랄리스 Aa  | 큰곰자리 크시   | F8.5-G0 Ve | 1.05         | 27.3       |         |
| 큰부리새자리 제타       | 좌동            | F8-G0 V    | 0.99         | 28.0       |         |
| 토끼자리 감마 A         | 좌동            | F6-7 V     | 1.2          | 29.3       |         |
| 머리털자리 베타         | 좌동            | F9.5-G0 V  | 1.05         | 29.9       |         |
| 공작자리 감마           | 좌동            | F6-8 V     | 1.21         | 30.1       |         |
| 자비야바 Aa             | 처녀자리 베타 A | F8-A5 IV-V | 1.25         | 35.6       | 준거성? |
| 뱀자리 감마 A?          | 좌동            | F6 V       | 1.?          | 36.3       |         |
| 페르세우스자리 세타 A   | 좌동            | F7 V       | 1.?          | 36.6       |         |
| 황새치자리 제타         | 좌동            | F7-8 V     | 1.?          | 38.0       |         |
| 페르세우스자리 이오타 A | 좌동            | F5 V       | 1.?          | 38.4       |         |
| 포리마 A                | 처녀자리 감마 A | F0 V       | 1.5~         | 38.6       |         |
| 포리마 B                | 처녀자리 감마 B | F0 V       | 1.5~?        | 38.6       |         |
| 남쪽삼각형자리 제타 A   | 좌동            | F9-G0 V    | 1.?          | 39.5       |         |

출처: (영어) 100광년 이내에 있는 F형 항성들 (Solstation)